# Heinrich Runge (Heraldiker)

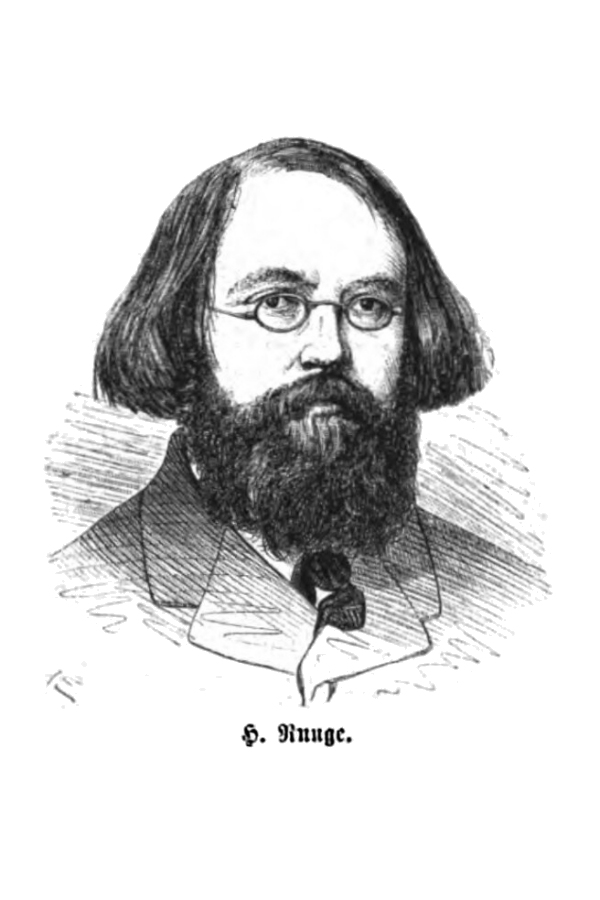
Heinrich Runge (Heraldiker) 1867

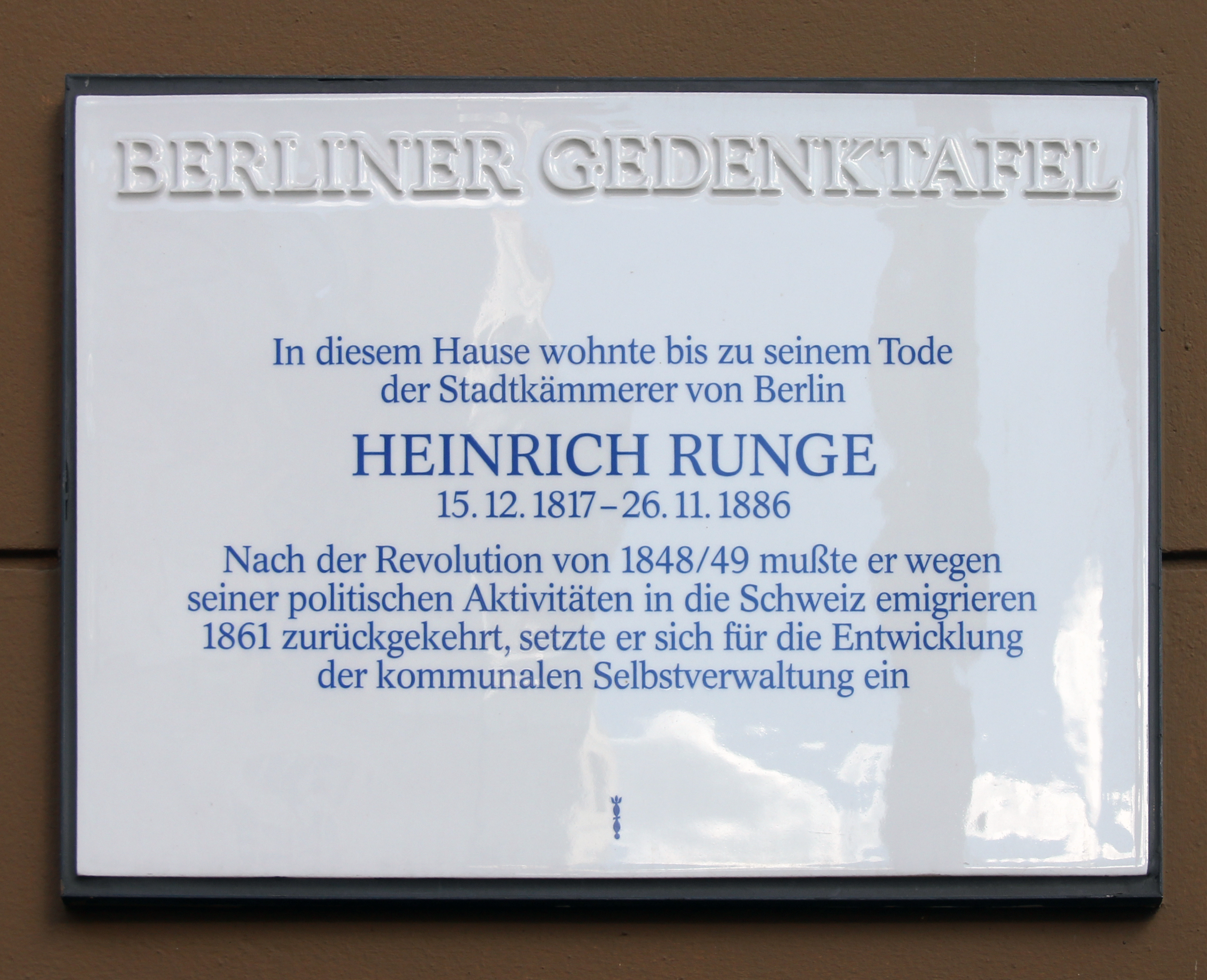
Berliner Gedenktafel am Haus, Köpenicker Straße 92, in Berlin-Mitte

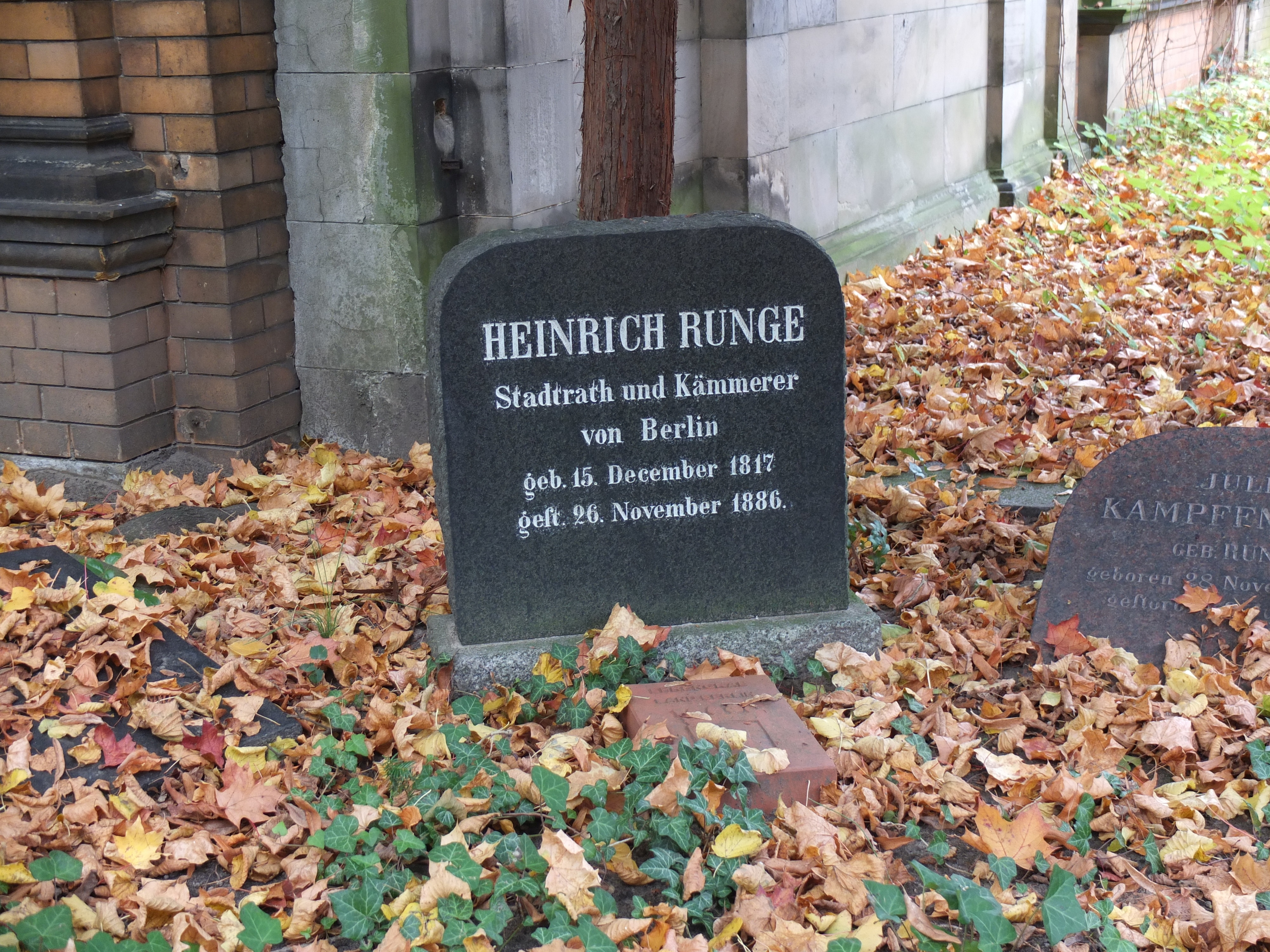
Grabstätte

August Ferdinand Heinrich Runge (* 15. Dezember 1817 in Zehdenick; † 26. November 1886 in Berlin) war ein deutscher Heraldiker und Konservator.

## Leben
Runge war Sohn eines Holz- und Kohlenhändlers, der auch ab 1844 in Berlin Stadtverordneter war.
1851 siedelte Heinrich Runge in die Schweiz über. Gründe waren die Nachteile aus der Teilnahme an der 1848er-Revolution. Im antiquarischen Museum von Zürich fand er eine Anstellung als Konservator, die auch die Vorstandsmitgliedschaft bedingte. Nach Berlin 1861 zurückgekehrt, wurde er Stadtrat und Stadtverordneter. 1872 erfolgte eine Berufung zum Stadtkämmerer bis zum Tod. Von 1867 bis 1874 war er als Abgeordneter des Wahlkreises Berlin 4 Mitglied des Reichstags für die Fortschrittspartei.
Seine heraldischen Verdienste sind in der Anstrengung zur Neuausgabe der Zürcher Wappenrolle zu sehen. Mit einem Vorwort von ihm in der Ausgabe erreichte er die Edition des besonderen Werkes 1860.

## Ehrungen
Runge ist auf dem Alten Luisenstadt-Friedhof bestattet. Sein Grab war bis zum Jahr 2017 als Ehrengrab der Stadt Berlin gewidmet. In Berlin-Mitte ist eine Straße nach ihm benannt.

## Werke
- Die Wappenrolle von Zürich: Ein heraldisches Denkmal des 14. Jahrhunderts, Antiquarische Gesellschaft in Zürich, Selbstverlag der Gesellschaft, Zürich 1860 (Online in der Google-Buchsuche – mit einer Umzeichnung des vollständigen Wappensatzes).